# Almagro (Buenos Aires)

Lage von Almagro in Buenos Aires

Almagro ist ein Stadtteil im geographischen Zentrum der argentinischen Hauptstadt Buenos Aires. Er ist 4,1 km² groß und hat knapp 140.000 Einwohner (Stand von 2001). Die Bevölkerungsdichte beträgt über 34.000 Einwohner pro km² und liegt damit weit über dem Durchschnitt von Buenos Aires von 13.531 Bewohnern/km².
Der Stadtteil wird im Westen begrenzt durch die Straßen La Plata und Río de Janeiro, durch die Avenida Independencia im Süden, die Straßen Sánchez de Bustamante, Sánchez de Loria und Gallo im Osten sowie die Avenidas Córdoba und Estado de Israel im Norden.
Almagro ist gekennzeichnet durch seine kommerziellen Aktivitäten entlang der Avenidas und seine hohe Bevölkerungsdichte aufgrund der Hochhausbebauung entlang der Bahnlinie. Insgesamt ist es heute ein Wohnviertel der Mittelschicht.

## Geschichte
Im 18. Jahrhundert gehörte das Land, das heute den Westen von Almagro bildet, dem portugiesischen Kaufmann Carlos de los Santos Valente. Der Osten und der Norden war im Besitz von Juan María de Almagro y de la Torre, einem Anwalt. Sein Besitz wurde von der damaligen Regierung beschlagnahmt, aber 1820 an ihn zurückgegeben. Sowohl Santos Valente als auch Almagro bevorzugten eine landwirtschaftliche Nutzung und lehnten jede Art städtischer Entwicklung ab.
Im 19. Jahrhundert wurde das Gebiet durch Milchwirtschaftsbetriebe und Ziegeleien genutzt. Almagro und Caballito lagen damals zwischen den Städten Buenos Aires und Flores. 1880 wurde Almagro in Buenos Aires eingemeindet. Zeitgleich nahm die Bevölkerung zu. 1878 wurde die Kirche San Carlos errichtet, 1910 ersetzt durch die Maria-Hilf-Basilika. Almagro wurde überwiegend von baskischen und italienischen Einwanderern besiedelt. Um die Einwanderer unterzubringen, wurden die sog. Conventillos (Einwandererhotels) errichtet. Die Assimilation der Einwanderer ging rasch voran und Almagro war Geburtsort vieler berühmter Tangostücke. Aufgrund seiner Nähe zum Abasto-Markt, war Carlos Gardel ein häufiger Besucher hier und nahm 1930 auch einen Tango mit dem Titel „Almagro“ auf.
In Almagro befindet sich das Kaffeehaus Las Violetas, das 1884 eröffnet wurde und ein beliebter Treffpunkt war. 1998 geschlossen, aber 2001 wiedereröffnet, bewahrt es den Glanz vergangener Zeiten. Der Boxclub auf der Calle Castro Barros war Ort vieler wichtiger Kämpfe.
Bis heute ist Almagro eines der Tango-Zentren der Stadt. Der Komponist und Bandleader Osvaldo Pugliese verbrachte seine letzten Lebensjahre hier und war an der Errichtung der Casa del Tango beteiligt.

## Sonstiges
Es gibt einen lebhaften Blumenmarkt auf der Acuña de Figeroa-Straße. Auf der nahegelegenen Plaza Almagro findet sonntags ein Bücherflohmarkt statt. Im Parque Centenario kann man sonntags einen Kunstgewerbe- und Antiquitätenmarkt besuchen, gelegentlich finden dort auch Konzerte statt. Im Stadtteil befindet sich auch das Hospital Italiano de Buenos Aires.
Der 28. September ist „Almagro-Tag“ und wird mit Feiern im Stadtteil begangen.